# Bruce Kidd
Bruce Kidd (ur. 26 lipca 1943 w Ottawie) – kanadyjski naukowiec, historyk i teoretyk sportu, w młodości lekkoatleta, długodystansowiec, mistrz igrzysk Imperium Brytyjskiego i Wspólnoty Brytyjskiej, olimpijczyk.

## Kariera sportowa
Zdobył złoty medal w biegu na 6 mil (wyprzedzając Dave’a Powera z Australii i Johna Merrimana z Walii) oraz zdobył brązowy medal w biegu na 3 mile (za Nowozelandczykiem Murrayem Halbergiem i Australijczykiem Ronem Clarkiem) na igrzyskach Imperium Brytyjskiego i Wspólnoty Brytyjskiej w 1962 w Perth. Na tych samych igrzyskach startował również w biegu maratońskim, lecz go nie ukończył. Zajął 26. miejsce w biegu na 10 000 metrów i odpadł w eliminacjach biegu na 5000 metrów na igrzyskach olimpijskich w 1964 w Tokio. Był również zgłoszony do biegu maratońskiego, lecz w nim nie wystartował.
Kidd był mistrzem Kanady w biegu na 3 mile w 1961 i 1982, w biegu na 5000 metrów w 1964, w biegu na 6 mil w 1962, w biegu na 10 000 metrów w 1964 oraz w biegu przełajowym w 1960 i 1963. Był również wicemistrzem swego kraju w biegu na 5000 metrów w 1960 oraz brązowym medalistą w biegu na 1500 metrów w 1960, w biegu na 10 000 metrów w 1974 i w biegu maratońskim także w 1974. Kidd był także wicemistrzem Wielkiej Brytanii (AAA) w biegu na 3 mile w 1962.
Trzykrotnie poprawiał rekord Kanady w biegu na 5000 metrów do czasu 13:43,8, uzyskanego 2 czerwca 1962 w Compton. Był to najlepszy wynik w jego karierze.

## Działalność naukowa
Bruce Kidd uzyskał stopień B.A. z ekonomii politycznej na Uniwersytecie w Toronto w 1965, stopień A.M. z pedagogiki dorosłych na Uniwersytecie Chicagowskim w 1968 oraz M.A. z historii na Uniwersytecie York w 1980. W 1990 otrzymał doktorat na Uniwersytecie York. Jest również doktorem honoris causa Uniwersytetu Dalhousie. Jest profesorem na wydziale kinezjologii i wychowania fizycznego Uniwersytetu w Toronto, w katedrze sportu i polityki publicznej.
Jego badania obejmują m.in. historię kanadyjskiego sportu i olimpizmu. Jest autorem wielu publikacji, w tym The Struggle for Canadian Sport (1996) i ‘Critical support’ for sport (Londyn 2014).
W 2004 został oficerem Orderu Kanady.